# Палута Бадунова
Палута (Пелагея-Полина) Александровна Бадунова (на беларуски: Палута Аляксандраўна Бадунова) е беларуска възпитателка и политик.

## Биография
Бадунова е родена на 7 септември 1885 г. в Гомел и учи в Московския университет. Присъединява се към Беларуската социалистическа асамблея и е член на нейния централен комитет през 1917 г. Член е на Радата на Беларуската народна република. Освен това е в Изпълнителния комитет на Беларуската народна република. Арестувана е няколко пъти от полските и съветските власти за политическата ѝ активност. Бадунова е основател на беларуската партия на социалистите революционери. Когато болшевиките започват да консолидират властта си, тя заминава в изгнание. По-късно се завръща в контролирания от съветите Беларус и е арестувана от НКВД през 1937 г. Екзекутирана в Минск на 29 ноември 1938 г.